# 拉丁美洲飲食

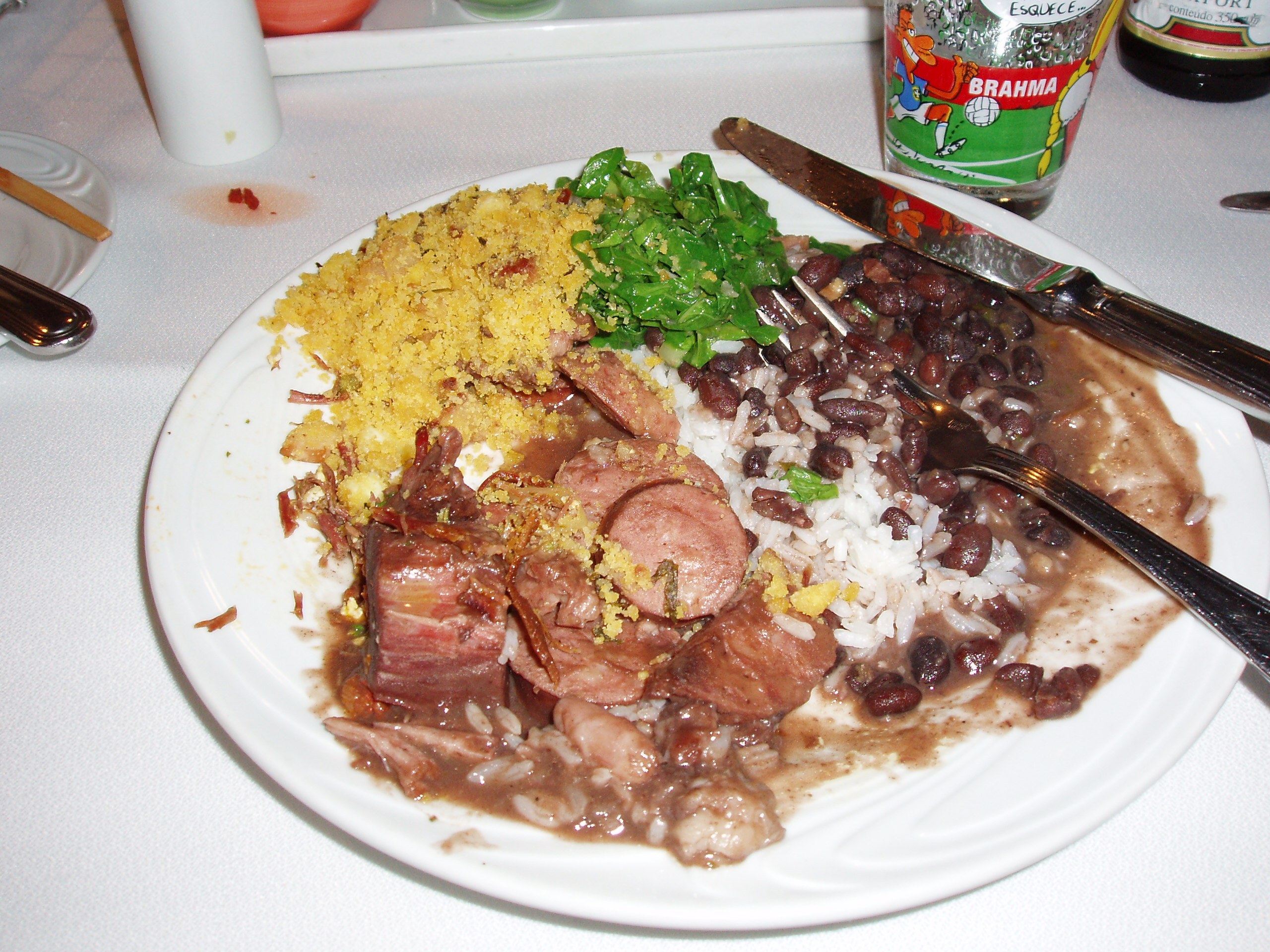
一種典型的巴西，圖中為一盤配著燉豆的牛肉以及豬肉。

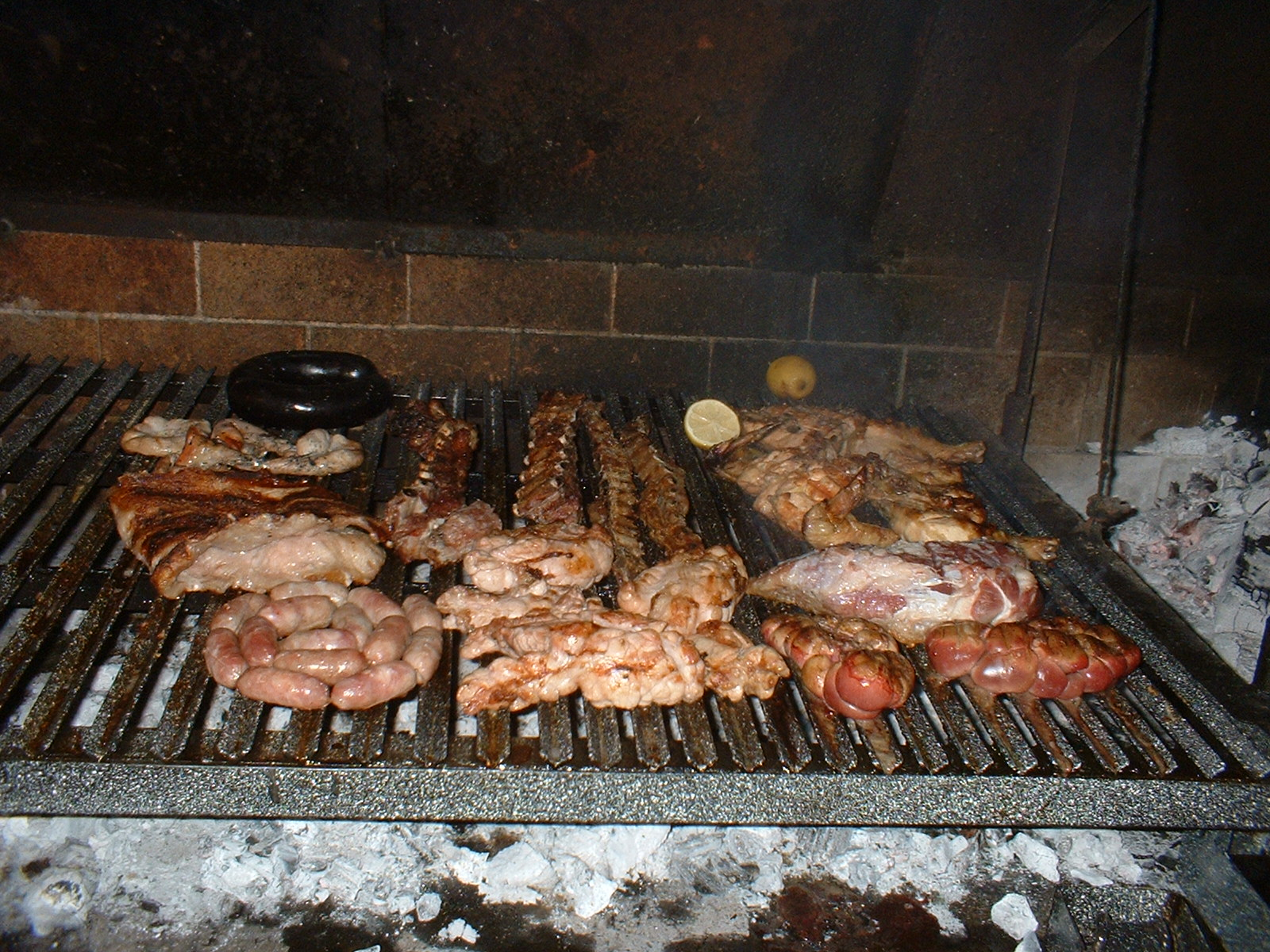
動物內臟以及香腸製成的阿薩多。"阿薩多"一詞指的是各種燒烤技術，以及在阿根廷，乌拉圭，巴拉圭，智利，哥伦比亚，南巴西等地區參加燒烤派對的術語。在這些國家，阿薩多是烤肉的標準詞。

拉丁美洲料理泛指南美各國文化中的在地美食、飲料以及烹飪方式。拉丁美洲充滿各國料理是一個文化非常多元的地區。典型的拉丁美食有以玉米為主要食材的料理：墨西哥薄餅、墨西哥粽、墨西哥夾餅、普普沙餅和阿瑞巴玉米餅等等，還有多種莎莎醬和調味料：酪梨醬、公雞嘴餅（pico de gallo）、巧克力辣椒醬（mole）、阿根廷青醬（chimichurri）、辣椒、南美辣醬（aji）和智利酸辣醬（pebre），這些香料替拉丁美洲料理帶來獨特的風味。然而，拉丁美洲內的國家會依照飲食習慣調整添加的香料與比重，使口味豐富多變。 最初索夫利特酱是一種西班牙傳統烹飪方式，在南美料理中指煎或燉煮香料，食材包含番茄醬、烤甜椒、大蒜、洋蔥和香菜。
南美飲品與其料理一樣獨特，部分飲品可追溯至美洲原住民時期。常見的飲料包含：瑪黛茶、洛神花茶、歐洽塔、紫玉米發酵酒（chicha）、玉米漿（atole）、可可和鮮果汁（aguas frescas）。
甜食普遍來說偏甜，常見的有：焦糖牛奶醬、焦糖牛奶甜餅（alfajor）、米布丁、特蕾斯蛋糕、祕魯牛奶糖（teja）及焦糖雞蛋布丁（flan）。